# Йоханнесбургский университет
Университет Йоханнесбурга (сокращённо UJ ) в Йоханнесбурге является одним из крупнейших университетов Южной Африки . Он был создан 1 января 2005 года в результате слияния Randse Afrikaanse Universiteit (основанного в 1967 году), Witwatersrand Technikon (основанного в 1925 году) и двух кампусов Университета Vista (основанного в 1982 году) в Соуэто
Планы по этому слиянию существуют с мая 2002 года. В UJ занятия ведутся на четырёх языках, помимо английского, африкаанс, зулу и сесото.

## Организация
UJ возглавляет вице-канцлер, которому помогают пять заместителей вице-канцлера и сотрудник по аудитуКанцлер Фумзиле Мламбо-Нгкука с 2022 года имеет представительные и символические задачи.  Руководство подотчетно Совету университета. 
Университет занимает площадь 45 000 м² и имеет библиотеку с читальным залом, спортивные сооружения, а также магазины и кафе для студентов. Он состоит из девяти факультетов, которые разбросаны по четырем кампусам . Они расположены в столичном регионе Йоханнесбурга, в том числе в районе Соуэто.
- Кампус Дорнфонтейн
- Кампус Окленд-Парк

## Факультеты
- Искусство , дизайн и архитектура
- Экономика и финансы
- Образование
- Проектирование и строительство
- лекарство
- Гуманитарные науки
- Юриспруденция
- управление
- естественные науки

## Международное сотрудничество
Существует партнёрство с Аугсбургским университетом .

## Веб-ссылки
- Презентация университета на английском языке